# Ex chiesa di San Marco in pomeriis
La ex chiesa di San Marco in pomeriis è una piccola chiesa di origini molto antiche, situata a Spoleto in fondo a via delle Felici, nel primo suburbio fuori dalle mura più antiche, zona un tempo sotto la circoscrizione di vaita Palazzo. Attualmente (2021) la struttura è ridotta a rudere, inaccessibile e ricoperta di vegetazione.

## Storia

### L'abate Eleuterio
Nei pressi dell'attuale rudere, su di un'area coltivata ad orto fino agli anni ottanta, già nel VI secolo sorgeva un'altra chiesa, ugualmente intitolata a san Marco e congiunta ad un monastero fondato nel 535 dal monaco Eleuterio, forse italiano, o forse proveniente da Soria, arrivato in Italia al tempo dell'imperatore Anastasio I.
Giunto a Spoleto con il fratello Giovanni, scelse questo luogo isolato per condurre vita monastica secondo la regola di San Benedetto. Eletto primo abate, governò il monastero fino a quando si trasferì a Roma nel monastero di Santa'Andrea, chiamato dal fondatore Gregorio Magno, futuro papa. Qui morì in santità intorno all'anno 580; la sua festa ricorre il 6 settembre. Secondo Lodovico Jacobilli il suo corpo e quello di suo fratello Giovanni furono poco dopo traslati nel monastero di San Marco e, molti anni più tardi, intorno al 1500, nella chiesa di San Pietro.
Gregorio Magno nella sua opera Dialoghi (libro 3, cap. 33) lo descrive come uomo di santa vita, autore di numerosi miracoli, fondatore di un "monastero del beato evangelista Marco in pomeriis"; dichiara inoltre di aver appreso dalla sua viva voce le vicende relative alla vita di Sant'Isacco da Monteluco.

### Il borgo
Achille Sansi nella sua opera Storia del Comune di Spoleto documenta l'esistenza di borghi fuori delle porte principali della città fin dal 1239. Il borgo di San Marco era situato oltre la pusterla di San Marco, una delle porte minori, chiamate appunto pusterle o di soccorso. La zona era occupata da un gruppo di edifici religiosi quasi tutti scomparsi o radicalmente modificati. A poca distanza l'una dall'altra, si trovavano la chiesa di Santa Maria in Lauro Candelora (eretta nel 1279 da Pietro di Lauro, segretario di Latino Malabranca Orsini), l'oratorio della confraternita di San Giovanni Decollato (eretto intorno al 1430), la chiesa di San Girolamo, considerata la più importante fra queste, e la chiesa di San Marco, più antica delle altre, che dava il nome a tutto il borgo. Sempre dal Sansi sappiamo inoltre che nel 1279 "si fecero fontane presso San Marco".

### Il monastero
Il monastero, distrutto dai saraceni durante l'alto medioevo, venne poi ricostruito nel XI secolo e visse un lungo periodo di prosperità, fino a contare più di sessanta possedimenti. A Eleuterio succedettero altri abati: Benedetto e Stefano, e i santi Antonio, Merulo e Maiolo, tutti menzionati da Gregorio Magno.

### L'antica chiesa

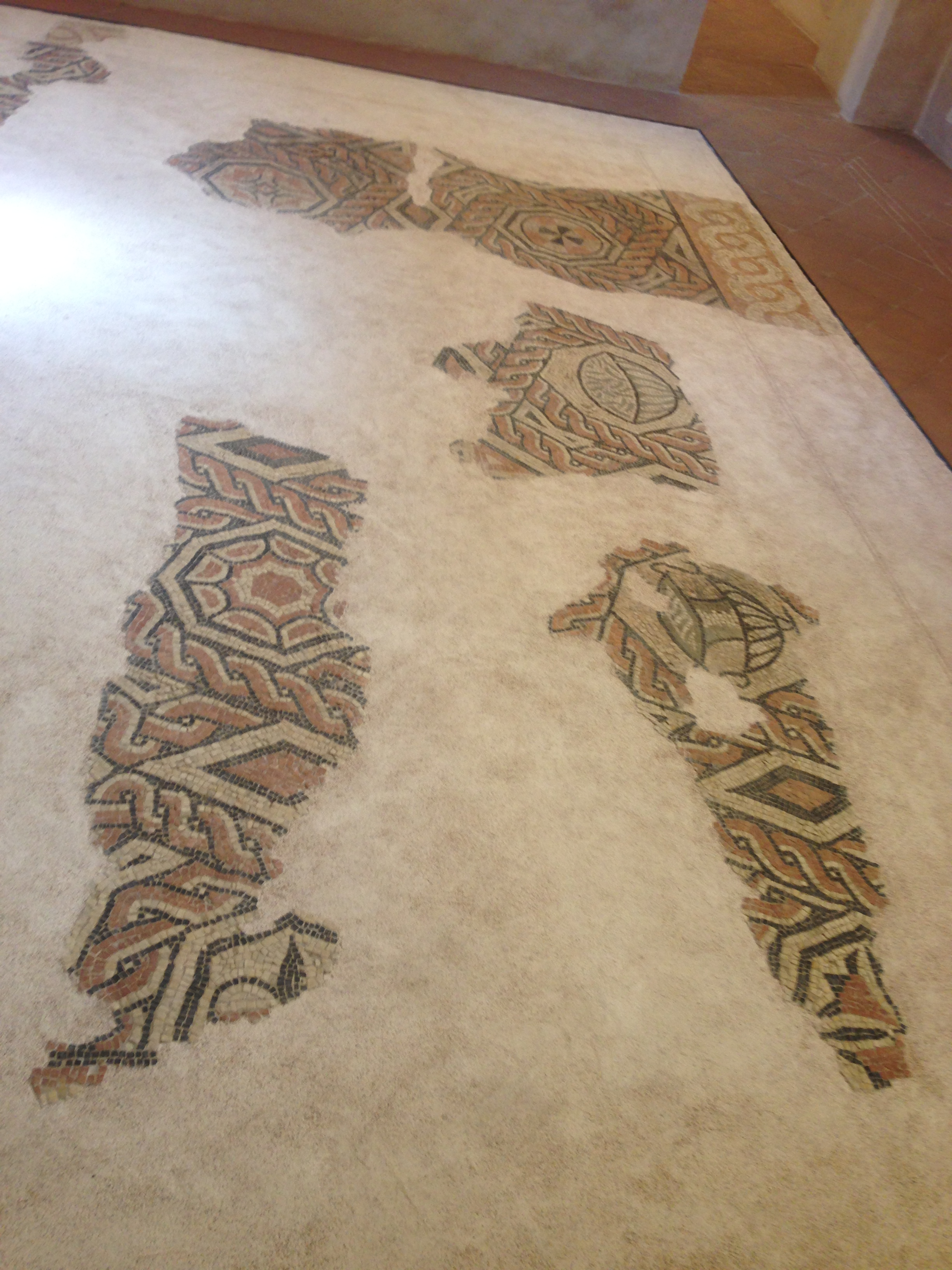
Frammenti di mosaico pavimentale di età teodoriciana

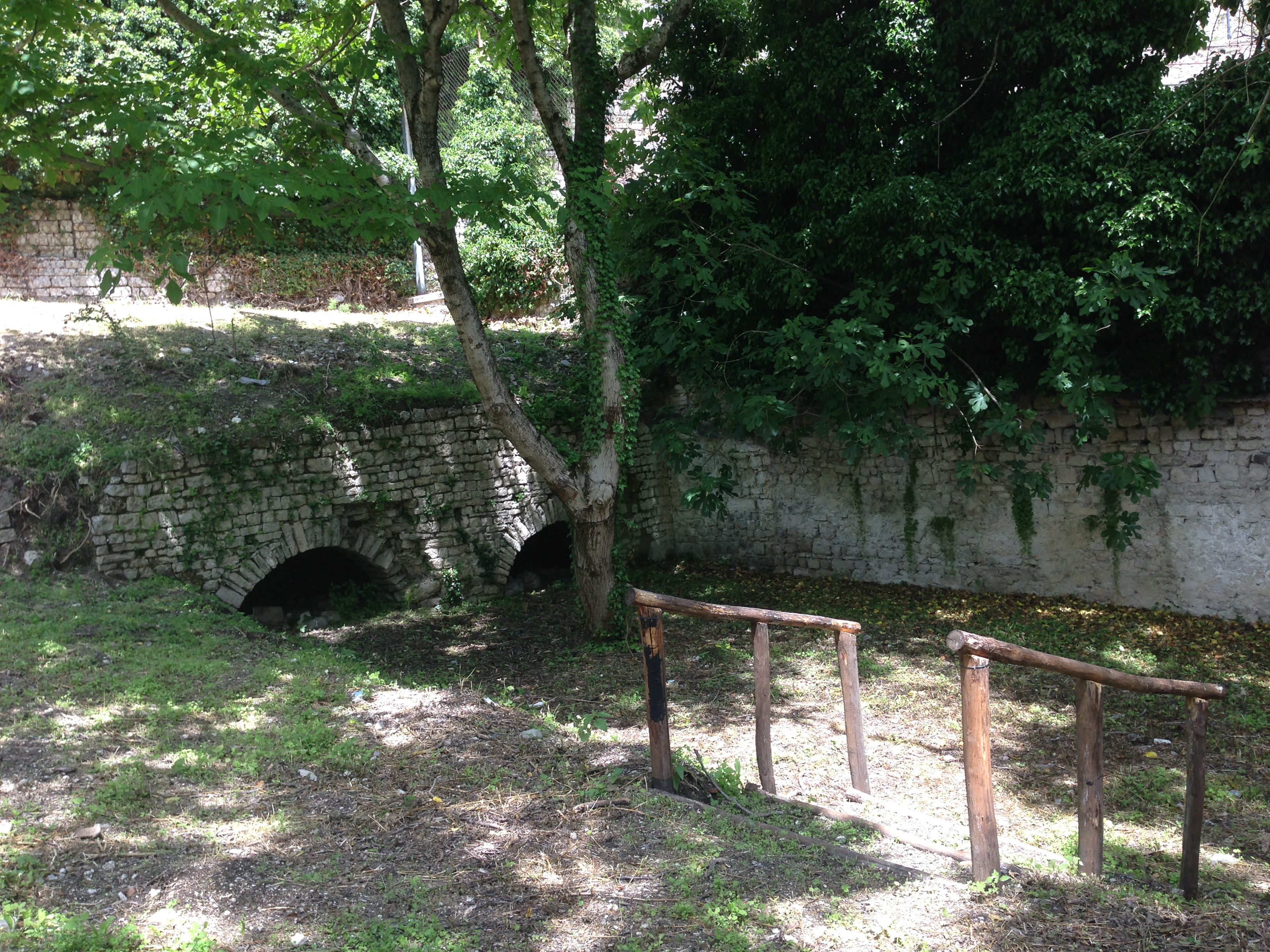
Ex Chiesa di San Marco

Nel 1538 il vescovo Francesco Eroli decise di annettere l'antichissima e fatiscente chiesa parrocchiale di San Marco al capitolo di San Gregorio Maggiore che assunse sia la cura dell'edificio, sia quella delle anime fino al 1588. Toccò poi ai conventuali di San Simone occuparsene fino al 1706; successivamente la parrocchialità passò alla chiesa di San Girolamo.
È probabile che l'antica chiesa fosse posizionata in perpendicolare alla direzione della chiesa attuale; ciò spiegherebbe i problemi di interramento e di infiltrazione delle acque che interessarono progressivamente una parte sempre maggiore dell'edificio.
Di fatto nel 1789 l'edificio versava in condizioni precarie già da due secoli, minacciato dal terrapieno di pertinenza della confraternita della Candelora; l'invasione degli orti sovrastanti era giunta fino al livello delle finestre. Ridotto in pessimo stato, fu completamente demolito e contemporaneamente venne iniziata la costruzione di una nuova chiesa poco distante, per la quale vennero riutilizzati elementi di spoglio di quella antica.

### La nuova chiesa
L'intera operazione, terminata nel 1793, si svolse sotto la direzione di Giovan Battista e Antonio Dotti, padre e figlio di origini lombarde, impegnati in quel periodo in ristrutturazioni di altri edifici spoletini.

Dalla loro minuziosa registrazione dei lavori effettuati veniamo a sapere che i materiali dell'antica chiesa vennero reimpiegati anche in altri cantieri in città: nell'Ospedale S. Carlo degli esposti o dei proietti, nelle chiese di Sant'Ansano e di San Gregorio Maggiore, dai Padri Cappuccini, ai monasteri della Stella e della Trinità, alla confraternita della Candelora; e in vari palazzi privati tra i quali casa Mongalli, Pianciani, Ancajani, Campello, Alberini e Zacchei.
A giudicare dall'abbondante materiale recuperato, l'antica San Marco doveva essere molto più grande della nuova, che era invece di piccole dimensioni, ad una sola navata, con un unico altare ornato da una pala raffigurante i santi Marco e Gregorio dipinta da Venanzio Bisini; una copertura a capanna e una piccola sagrestia posta in un vano dietro l'altare, completavano l'edificio.

## Lo stato attuale (settembre 2021)
Scavi saltuari, mai conclusi (nel 1874, 1894, 1914, 1919), hanno portato in luce un antico ambiente, forse una cripta che, di nuovo abbandonata, è di nuovo quasi del tutto scomparsa sotto terra e piante infestanti. Due arcate, di cui è visibile solo la porzione superiore, davano accesso a due navatelle affiancate, coperte da volte a tutto sesto e comunicanti per mezzo di un colonnato con trabeazione in pietra.
Nel rudere della chiesa si notano ancora elementi decorativi di carattere gotico: un rincasso rettangolare strombato, semidistrutto; uno stemma con monogramma MB con croce inserito in una cornice a compasso e, sul fianco destro della chiesa, una stretta monofora strombata, formata da blocchi di pietra e coronata da un solo concio arcuato: forse tutto pertinente all'antica chiesa. L'abside è poggiato al terrapieno sovrastante.
Sulla parete di controfacciata, sopra la porta un'iscrizione dipinta, leggibile a metà, ricorda la ricostruzione avvenuta durante il vescovato di Francesco Maria Locatelli.
Nella sagrestia sono stati rinvenuti ampi brani di una pavimentazione musiva figurata, forse pertinente all'antica chiesa; questi sono i soli resti conservati a Spoleto precedenti la fondazione del ducato longobardo (576), adesso conservati al museo nazionale del Ducato di Spoleto.
Da tempo Italia Nostra e alcuni storici dell'arte chiedono che sia arrestato il progressivo degrado dell'intera zona, e che siano avviati scavi scientificamente condotti, affinché un monumento del primo cristianesimo, celebrato da papa Gregorio, possa essere degnamente valorizzato.